# Rob Ridder

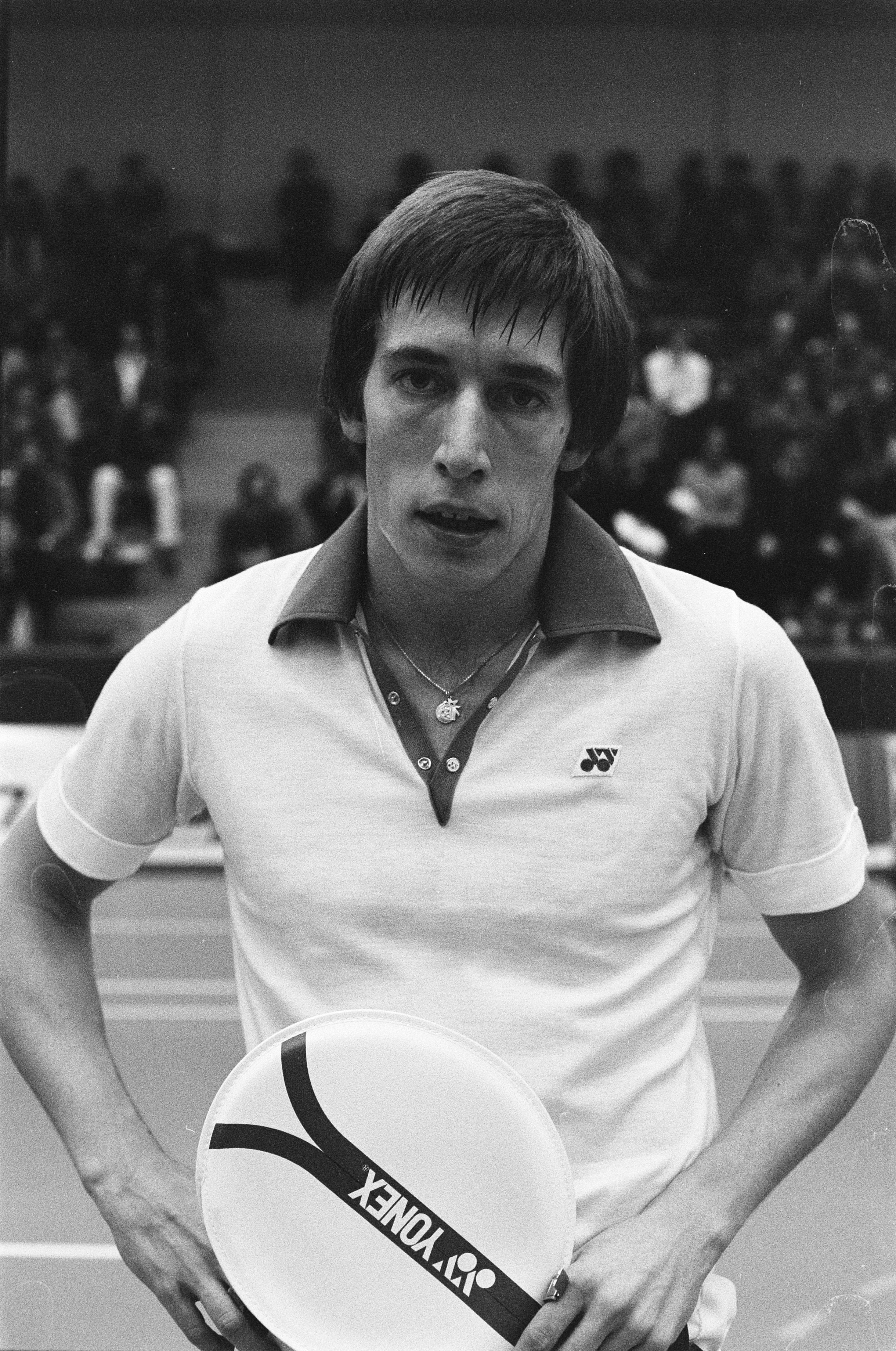
Rob Ridder 1979

Rob Ridder (* 3. Oktober 1953 in Haarlem) ist ein ehemaliger niederländischer Badmintonnationalspieler.

## Karriere
Rob Ridder gewann in seiner Heimat unzählige Meistertitel im Doppel und Einzel. Von 1974 bis 1984 dominierte er ein Jahrzehnt lang die Herren- und Mixedwettbewerbe in den Niederlanden. Auch international war er überaus erfolgreich. Er gewann Bronze bei den Europameisterschaften 1976 und 1978 und siegte unter anderem bei den Swiss Open, Irish Open, Scottish Open, Czech Open, German Open und den Belgium Open. 
Im neuen Jahrtausend wurde Ridder Präsident des niederländischen Badmintonverbandes.

## Sportliche Erfolge
| Saison    | Veranstaltung                                   | Disziplin    | Platz | Name                             |
| --------- | ----------------------------------------------- | ------------ | ----- | -------------------------------- |
| 1971      | Europameisterschaft der Junioren                | Mixed        | 3     | Rob Ridder / Marjan Luesken      |
| 1971      | Europameisterschaft der Junioren                | Herreneinzel | 1     | Rob Ridder                       |
| 1971      | Niederlande: Einzelmeisterschaften der Junioren | Herreneinzel | 1     | Rob Ridder                       |
| 1971      | Niederlande: Einzelmeisterschaften              | Herreneinzel | 1     | Rob Ridder                       |
| 1972      | Niederlande: Einzelmeisterschaften der Junioren | Herreneinzel | 1     | Rob Ridder                       |
| 1974      | Niederlande: Einzelmeisterschaften              | Herreneinzel | 1     | Rob Ridder                       |
| 1974      | Niederlande: Einzelmeisterschaften              | Herrendoppel | 1     | Boudewijn Ridder / Rob Ridder    |
| 1975      | Niederlande: Einzelmeisterschaften              | Mixed        | 1     | Rob Ridder / Marja Ridder        |
| 1975      | Irland: Internationale Meisterschaften          | Mixed        | 1     | Rob Ridder / Marjan Ridder       |
| 1975      | Niederlande: Einzelmeisterschaften              | Herreneinzel | 1     | Rob Ridder                       |
| 1975      | Irland: Internationale Meisterschaften          | Herreneinzel | 1     | Rob Ridder                       |
| 1975/1976 | Belgien: Internationale Meisterschaften         | Herreneinzel | 1     | Rob Ridder                       |
| 1976      | Niederlande: Einzelmeisterschaften              | Herreneinzel | 1     | Rob Ridder                       |
| 1976      | Niederlande: Einzelmeisterschaften              | Herrendoppel | 1     | Boudewijn Ridder / Rob Ridder    |
| 1976      | Europameisterschaft                             | Mixed        | 3     | Rob Ridder / Marjan Luesken      |
| 1977      | Niederlande: Einzelmeisterschaften              | Herrendoppel | 1     | Rob Ridder / Piet Ridder         |
| 1977      | Niederlande: Einzelmeisterschaften              | Herreneinzel | 1     | Rob Ridder                       |
| 1977      | Czechoslovakian International                   | Mixed        | 1     | Rob Ridder / Marja Ridder        |
| 1977      | Scottish Open                                   | Herreneinzel | 1     | Rob Ridder                       |
| 1977      | Niederlande: Einzelmeisterschaften              | Mixed        | 1     | Rob Ridder / Marja Ridder        |
| 1977      | Scottish Open                                   | Herrendoppel | 1     | Rob Ridder / Piet Ridder         |
| 1977/1978 | Deutschland: Internationale Meisterschaften     | Mixed        | 1     | Rob Ridder / Marjan Ridder       |
| 1978      | Niederlande: Einzelmeisterschaften              | Mixed        | 1     | Rob Ridder / Marja Ridder        |
| 1978      | Europameisterschaft                             | Mixed        | 3     | Rob Ridder / Marjan Ridder       |
| 1978      | Niederlande: Einzelmeisterschaften              | Herreneinzel | 1     | Rob Ridder                       |
| 1979      | Niederlande: Einzelmeisterschaften              | Mixed        | 1     | Rob Ridder / Joke van Beusekom   |
| 1979      | Niederlande: Einzelmeisterschaften              | Herreneinzel | 1     | Rob Ridder                       |
| 1979/1980 | Belgien: Internationale Meisterschaften         | Herrendoppel | 1     | Rob Ridder / Piet Ridder         |
| 1979/1980 | Belgien: Internationale Meisterschaften         | Mixed        | 1     | Rob Ridder / Marjan Ridder       |
| 1980      | Niederlande: Einzelmeisterschaften              | Mixed        | 1     | Rob Ridder / Marja Ridder        |
| 1980      | Niederlande: Einzelmeisterschaften              | Herreneinzel | 1     | Rob Ridder                       |
| 1980      | Niederlande: Einzelmeisterschaften              | Herrendoppel | 1     | Herman Leidelmeijer / Rob Ridder |
| 1981      | Schweiz: Internationale Meisterschaften         | Mixed        | 1     | Rob Ridder / Marjan Ridder       |
| 1981      | Niederlande: Einzelmeisterschaften              | Mixed        | 1     | Rob Ridder / Marja Ridder        |
| 1981      | Schweiz: Internationale Meisterschaften         | Herreneinzel | 1     | Rob Ridder                       |
| 1981      | Niederlande: Einzelmeisterschaften              | Herrendoppel | 1     | Herman Leidelmeijer / Rob Ridder |
| 1981      | Irland: Internationale Meisterschaften          | Mixed        | 1     | Rob Ridder / Marjan Ridder       |
| 1981      | Victor Cup                                      | Herreneinzel | 1     | Rob Ridder                       |
| 1982      | Niederlande: Einzelmeisterschaften              | Herrendoppel | 1     | Uun Santosa / Rob Ridder         |
| 1982      | Niederlande: Einzelmeisterschaften              | Mixed        | 1     | Rob Ridder / Marja Ridder        |
| 1983/1984 | Belgien: Internationale Meisterschaften         | Mixed        | 1     | Rob Ridder / Marjan Ridder       |
| 1985      | Niederlande: Einzelmeisterschaften              | Herrendoppel | 1     | Uun Santosa / Rob Ridder         |
| 1985      | Niederlande: Einzelmeisterschaften              | Mixed        | 1     | Rob Ridder / Erica van Dijck     |
| 1986      | Niederlande: Einzelmeisterschaften              | Mixed        | 1     | Rob Ridder / Erica van Dijck     |
| 2006      | Senioren-Europameisterschaft 50+                | Mixed        | 3     | Rob Ridder / Marjan Ridder       |
| 2006      | Senioren-Europameisterschaft 50+                | Herrendoppel | 2     | Uun Santosa / Rob Ridder         |